# Cletocamptus albuquerquensis
Cletocamptus albuquerquensis är en kräftdjursart som först beskrevs av Herrick 1895.  Cletocamptus albuquerquensis ingår i släktet Cletocamptus och familjen Canthocamptidae. Inga underarter finns listade i Catalogue of Life.